# Johannes Lutma

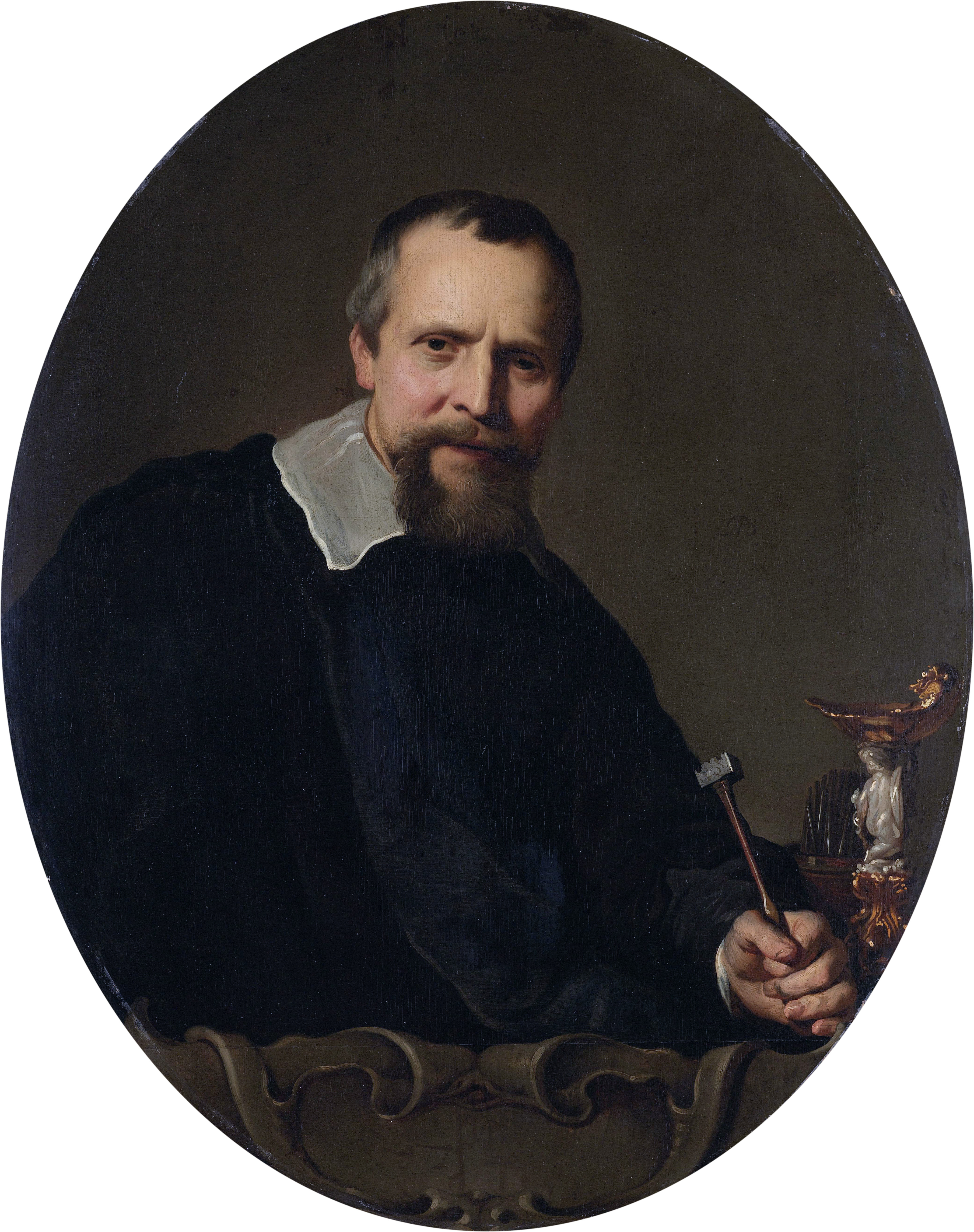
Johannes Lutma door Jacob Adriaensz Backer (portret gemaakt tussen 1639 en 1651)

Johannes Lutma de oudere (Emden, ca. 1584 - Amsterdam, januari 1669) was een bekende Nederlandse zilversmid. Na een Parijse periode (ca. 1615), kwam hij in 1621 naar Amsterdam waar hij in 1623 trouwde. Hij was bevriend met Rembrandt, die ook een portret van hem etste. Zijn portret (zie: afbeelding) werd geschilderd door Jacob Adriaensz Backer. Lutma is het meest bekend om zijn koorscherm in de Nieuwe Kerk in Amsterdam. Een aantal van de ontwerpen van Lutma werden later in vier series afdrukken gepubliceerd, voornamelijk door zijn zonen Jacob en Johannes.
Het Rijksmuseum Amsterdam heeft diverse werken van Johannes Lutma in zijn collectie: twee zilveren zoutvaten (deels verguld), een zilveren drinkschaal en een zilveren kan met schaal met zeemotieven.
In de Amsterdamse buurt De Pijp is een straat naar hem vernoemd, evenals in Schoonhoven.
- Bibliothèque nationale de France: cb16986142v (data)
- Biografisch Portaal: 70990969
- Digitale Bibliotheek voor de Nederlandse Letteren: lutm004
- Gemeinsame Normdatei: 120447827
- Library of Congress Control Number: no2014121398
- Nederlandse Thesaurus van Auteursnamen: 146050371
- RKD-Nederlands Instituut voor Kunstgeschiedenis: 51418
- Système universitaire de documentation: 170429369
- Museum of New Zealand Te Papa Tongarewa: 32551
- Union List of Artist Names: 500018089
- Virtual International Authority File: 15600944